# Where Shadows Forever Reign
Where Shadows Forever Reign es el sexto álbum de estudio de la banda sueca de black metal, Dark Funeral. Fue lanzado a la venta el 3 de junio de 2016 a través de Century Media Records. Este es el álbum en el que más se ha demorado en lanzarse, debido a su disputa con el sello No Fashion Records.

## Lista de canciones
| N.º | Título                        | Duración |  |
| 1.  | «Unchain My Soul»             |          |  |
| 2.  | «As One We Shall Conquer»     |          |  |
| 3.  | «Beast Above Man»             |          |  |
| 4.  | «As I Ascend»                 |          |  |
| 5.  | «Temple of Ahriman»           |          |  |
| 6.  | «The Eternal Eclipse»         |          |  |
| 7.  | «To Carve Another Wound»      |          |  |
| 8.  | «Nail Them to the Cross»      |          |  |
| 9.  | «Where Shadows Forever Reign» |          |  |

- Datos: Q24652449